# Камиза (Каљари)
Камиза је насеље у Италији у округу Каљари, региону Сардинија.
Према процени из 2011. у насељу је живело 93 становника. Насеље се налази на надморској висини од 44 м.